# Kallikrates
Kallikrates eller Callicrates var en av de två arkitekter som utformade Parthenon i mitten av 400-talet f.Kr. Den andre var Iktinos. Kallikrates skapade Athena Nike-templet som också ligger på Akropolis.
Nedslagskratern Callicrates på planeten Merkurius är uppkallad efter honom.